# 내곡모감주나무군락
내곡모감주나무군락(內谷모감주나무群落)은 대한민국 대구광역시 동구 내곡동에 있는 모감주나무군락이다. 1990년 5월 15일 대구광역시의 기념물 제8호로 지정되었다.

## 개요
모감주나무는 중국·대만·일본 등지에 분포하며, 우리나라에서는 황해도와 강원도 이남에서 자라고 있다. 여름에 노란 꽃이 피고 열매는 콩알보다 약간 큰데, 열매가 둥글고 검으며 윤기가 있어 염주를 만드는데 쓰인다. 스님들은 이 열매로 염주를 만들기 때문에 염주나무 또는 보리수라 부른다.
내곡 모감주나무군락은 다른 지역의 모감주나무보다 둘레나 나이면에서 훨씬 크고 오래되었으며, 나무의 보호측면이나 희귀수종보호 및 생물학적인 측면에서 중요한 가치를 지니고 있다.

## 참고 문헌
- 내곡모감주나무군락 - 국가유산청 국가유산포털